# 라이자 코시
라이자 코시(Liza Koshy, 1996년 3월 31일 ~ )는 미국의 배우, 유튜버, 코메디언이다. 2013년부터 "Lizzza"라는 닉네임으로 바인에 코믹 영상을 주로 올리며 SNS 엔터테이너로서 활동을 시작했다. 메인 유튜브 채널인 'Liza Koshy'는 2019년 4월 기준으로 1680만명의 구독자를 보유하고 있다.

## 출연 작품
- 워크 잇 (2020) - 재스 역
- 트랜스포머: 비스트의 서막 (2023) - 아르시 역
- 케이팝 데몬 헌터스 (2025) - 진행자 역